# Ysieux
L'Ysieux est une rivière française coulant principalement dans le nord-est du Val-d'Oise, dans la région Île-de-France, accessoirement l'Oise dans les Hauts de France, à la confluence, et affluent de la Thève, sous-affluent de l'Oise et du fleuve la Seine.

## Géographie
Longue de 15,2 km de long, cette petite rivière prend sa source en plaine de France, à Fosses et Marly-la-Ville (Val-d'Oise), et s'écoule  selon une orientation est / ouest avant de s'infléchir légèrement vers le nord pour arroser le parc de l'abbaye de Royaumont et se jeter dans la Thève à Asnières-sur-Oise, à proximité immédiate de son confluent avec l'Oise.
Son cours se trouve pour sa quasi-totalité dans le parc naturel régional Oise-Pays de France.

### Communes et cantons traversés
Dans les deux départements du Val d'Oise et de l'Oise, l'Ysieux traverse (ou longe) dix communes et trois cantons :
- Val-d'Oise
  - Fosses, Marly-la-Ville, Bellefontaine, Le Plessis-Luzarches, Lassy, Luzarches, Chaumontel, Viarmes, Asnières-sur-Oise (confluence) ;
- Oise
  - Boran-sur-Oise[note 1].

Soit en termes de cantons, l'Ysieux prend source dans le canton de Fosses, traverse le canton de Goussainville et le canton de Chantilly, conflue dans le canton de L'Isle-Adam, le tout dans les arrondissements de Sarcelles et de Senlis.

### Bassin versant
Sur les dix communes traversées par l'Ysieux, pour une superficie de 81 km2, la population est de 33 392 habitants avec une densité de 413,2 habitants/km2 et à 70 m d'altitude moyenne.

### Organisme gestionnaire
L’Ysieux et ses affluents sont principalement gérés dans un premier temps par le SIABY (dont la mission principale est l’aménagement du bassin versant de l’Ysieux). En 2020, il est transformé en SYMABY, syndicat mixte d'aménagement du bassin de l'Ysieux, réunissant la communauté d'agglomération Roissy Pays de France et la communauté de communes Carnelle Pays-de-France après le transfert de la gestion des cours d'eau aux intercommualités. D’autres acteurs peuvent également intervenir comme l’Association des Riverains (pour le curage et le retrait des embâcles), et l’Amicale des pêcheurs de la Thève et de l’Ysieux.

## Affluents
L'Ysieux a quatre affluents référencés ou plutôt deux bras et deux affluents :
- l'Yzieux (bras), 0,7 km sur la seule commune de Le Plessis-Luzarches ;
- le ru Popelin (rg[note 2]) 3,1 km sur la seule commune de Luzarches ;
- Le rû de la Flâche (rd) 2,8 km sur la seule commune de Luzarches ;
- Le rû du Pontcel (rg) 1,2 km sur la seule commune de Luzarches ;
- un bras de l'Ysieux, 0,2 km sur la seule commune de Luzarches ;
- le ru de Freval (rg) 2,8 km sur les deux communes de Viarmes et Asnières-sur-Oise, avec un affluent :
  - le ru du Ponceau (rd) 1,7 km sur les deux communes de Viarmes et Seugy.

### Rang de Strahler
Le rang de Strahler est de trois.

## Hydrologie
L'Ysieux est une rivière fort peu abondante. Son régime hydrologique est dit pluvial océanique.

### L'Ysieux à Viarmes
Son débit a été observé durant une période de 41 ans (1968-2008), à Viarmes, localité située peu avant son confluent avec la Thève. Le bassin versant de la rivière y est de 57,3 km2 ce qui représente près de 85 % de sa totalité, à 39 m d'altitude.
Le module de la rivière à Viarmes est de 0,206 m3/s.
L'Ysieux présente des fluctuations saisonnières de débit très peu marquées, avec une période de hautes eaux d'hiver caractérisées par un débit mensuel moyen évoluant dans une fourchette de 0,246 à 0,276 m3/s, de décembre à avril inclus (avec un maximum en janvier-mars). Dès avril le débit diminue progressivement pour aboutir à la période des basses eaux qui a lieu de juillet à septembre, avec une baisse du débit moyen mensuel allant jusqu'à 0,133 m3 au mois d'août et 0,139 au mois de septembre, ce qui reste élevé pour un cours d'eau d'aussi petite taille. Cependant ces chiffres ne sont que des moyennes et les fluctuations de débit peuvent être plus importantes selon les années et sur des périodes plus courtes.

### Étiage ou basses eaux
Ainsi, le VCN3 peut chuter jusque 0,065 m3/s, en cas de période quinquennale sèche, soit 65 litres par seconde, ce qui reste assez consistant.

### Crues
Les crues sont relativement peu importantes, compte tenu de la taille très modeste du bassin versant de la rivière. Les QIX 2 et QIX 5  valent respectivement 1,2 et 1,5 m3/s. Le QIX 10 est de 1,8 m3/s, le QIX 20 de 2,0 m3/s, tandis que le QIX 50 se monte à 2,3 m3/s.
Le débit instantané maximal enregistré à Viarmes durant cette période, a été de 2,29 m3/s le 19 mars 2002, tandis que le débit journalier maximal enregistré était de 2,07 m3/s le même jour. Si l'on compare la première de ces valeurs à l'échelle des QIX de la rivière, l'on constate que cette crue était d'ordre cinquantennal, voire plus, et donc très exceptionnelle. La hauteur maximale instantanée a été de 1 160 mm (1,16 m) le 2 octobre 2007.

### Lame d'eau et débit spécifique
Au total, l'Ysieux est une rivière très peu abondante. La lame d'eau écoulée dans son bassin versant est de 116 millimètres annuellement ce qui est très inférieur à la moyenne du bassin de la Seine (240 millimètres par an), et à celle de la France entière tous bassins confondus. Le débit spécifique de la rivière (ou Qsp) atteint de ce fait le chiffre fort maigre de 3,7 litres par seconde et par kilomètre carré de bassin.

## Aménagements
Sur son cours, la présence de huit moulins est attestée et un important gisement d'argile a été exploité pendant plus de dix siècles.

## Galerie

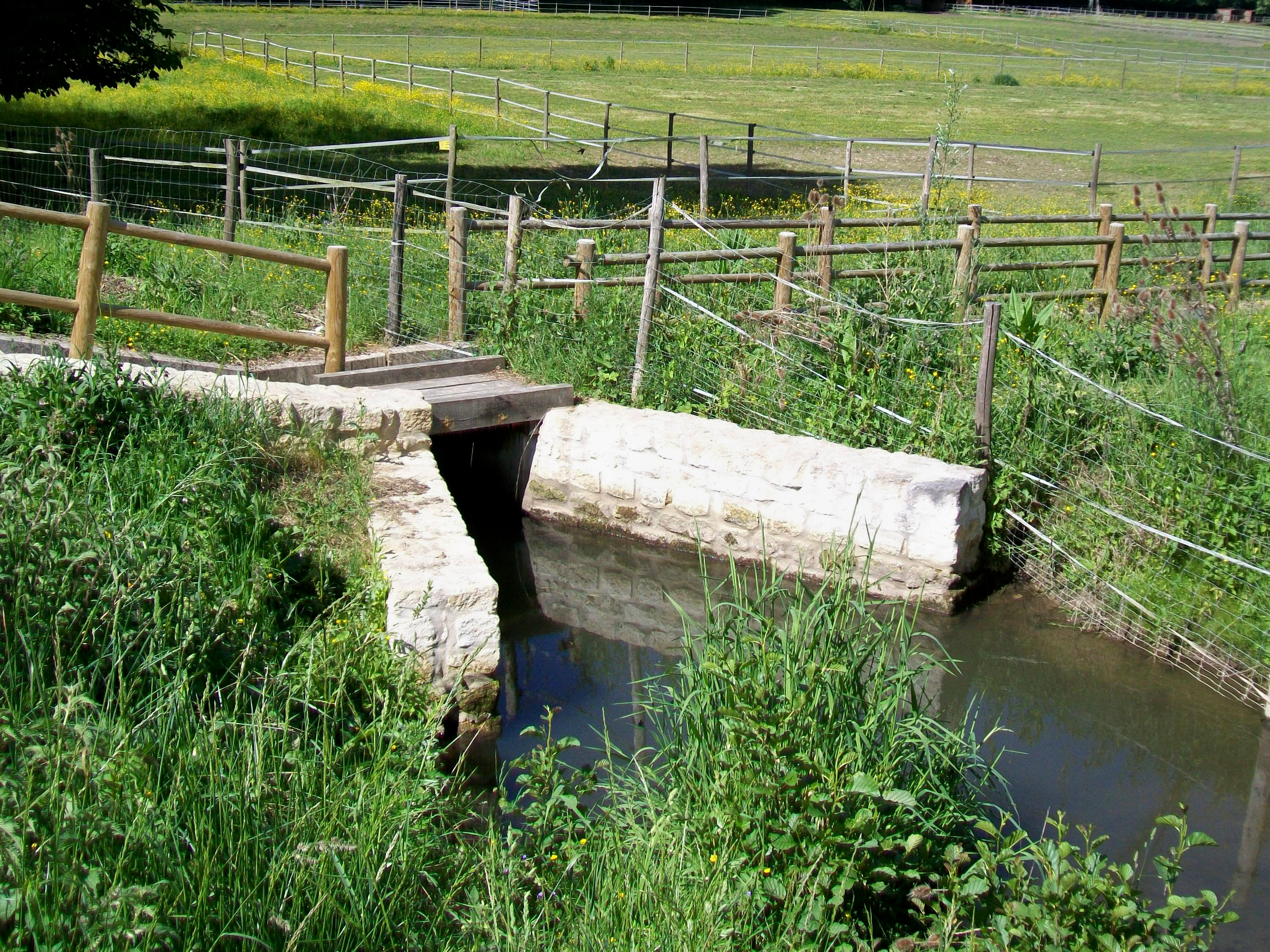
Début de la déviation de l'Ysieux alimentant les douves du manoir du Preslay en mai 2011 à Chaumontel.
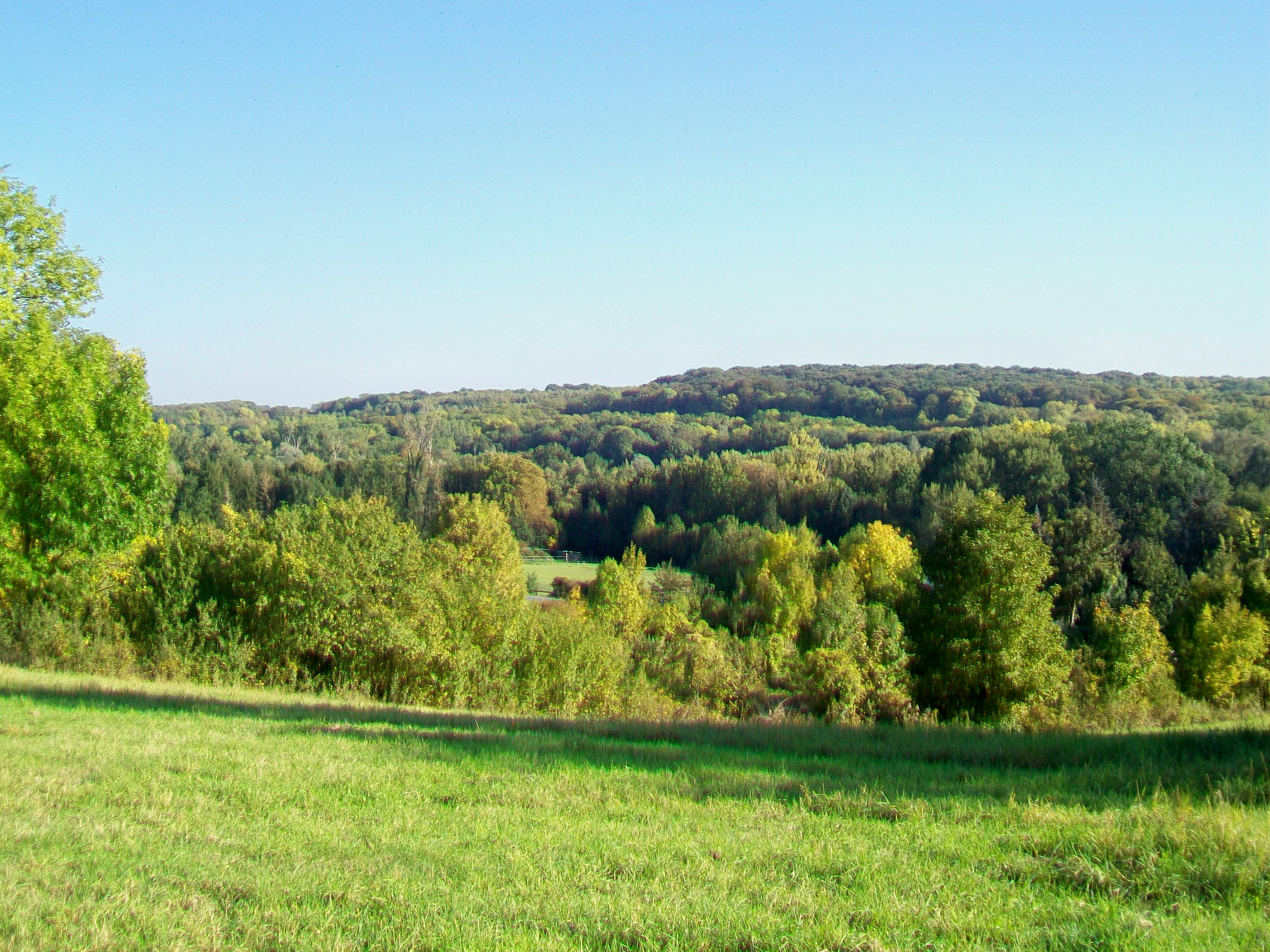
Fosses (95), vue sur la vallée de l'Ysieux depuis le nord-ouest.
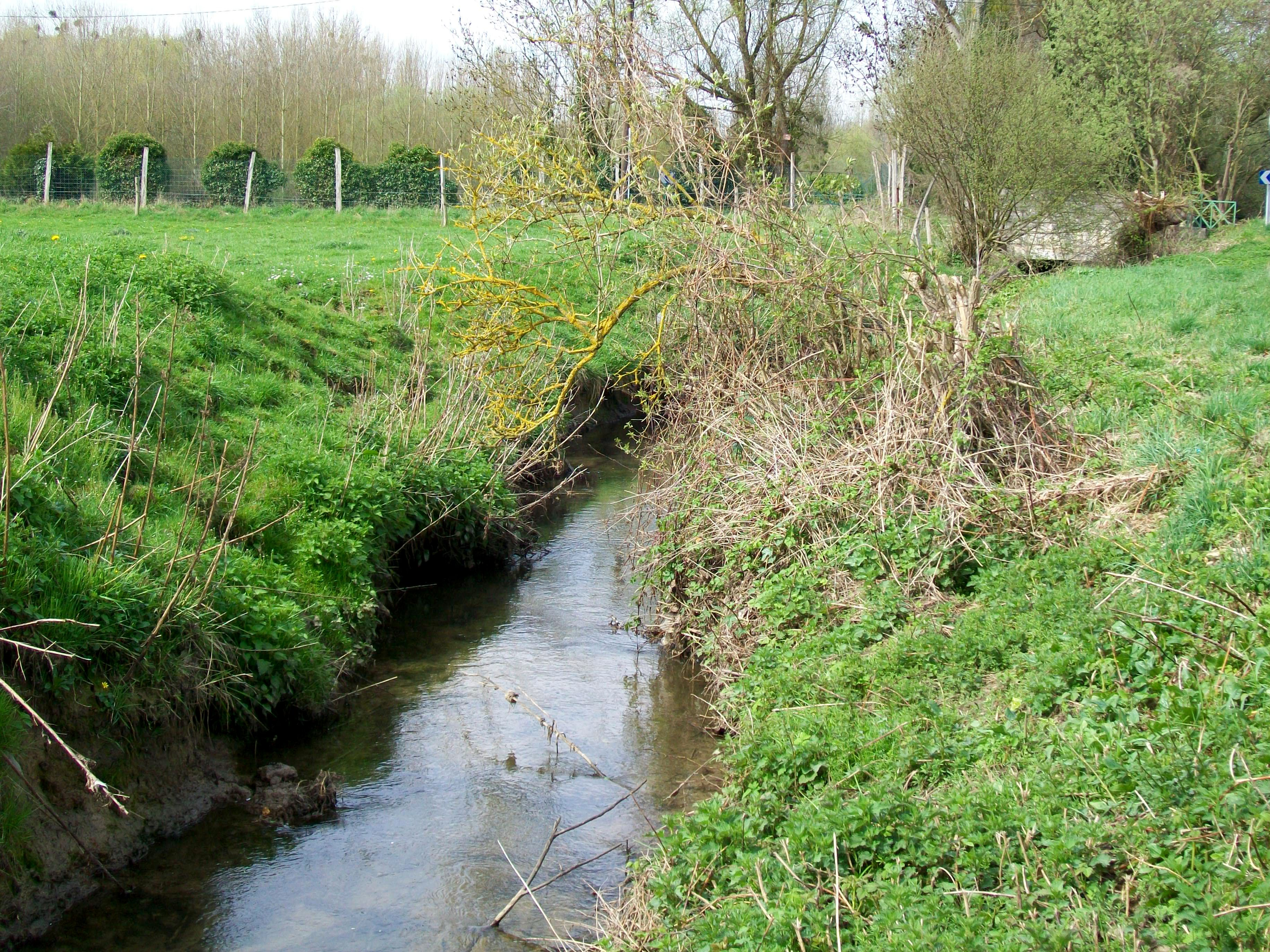
L'Ysieux à Lassy.
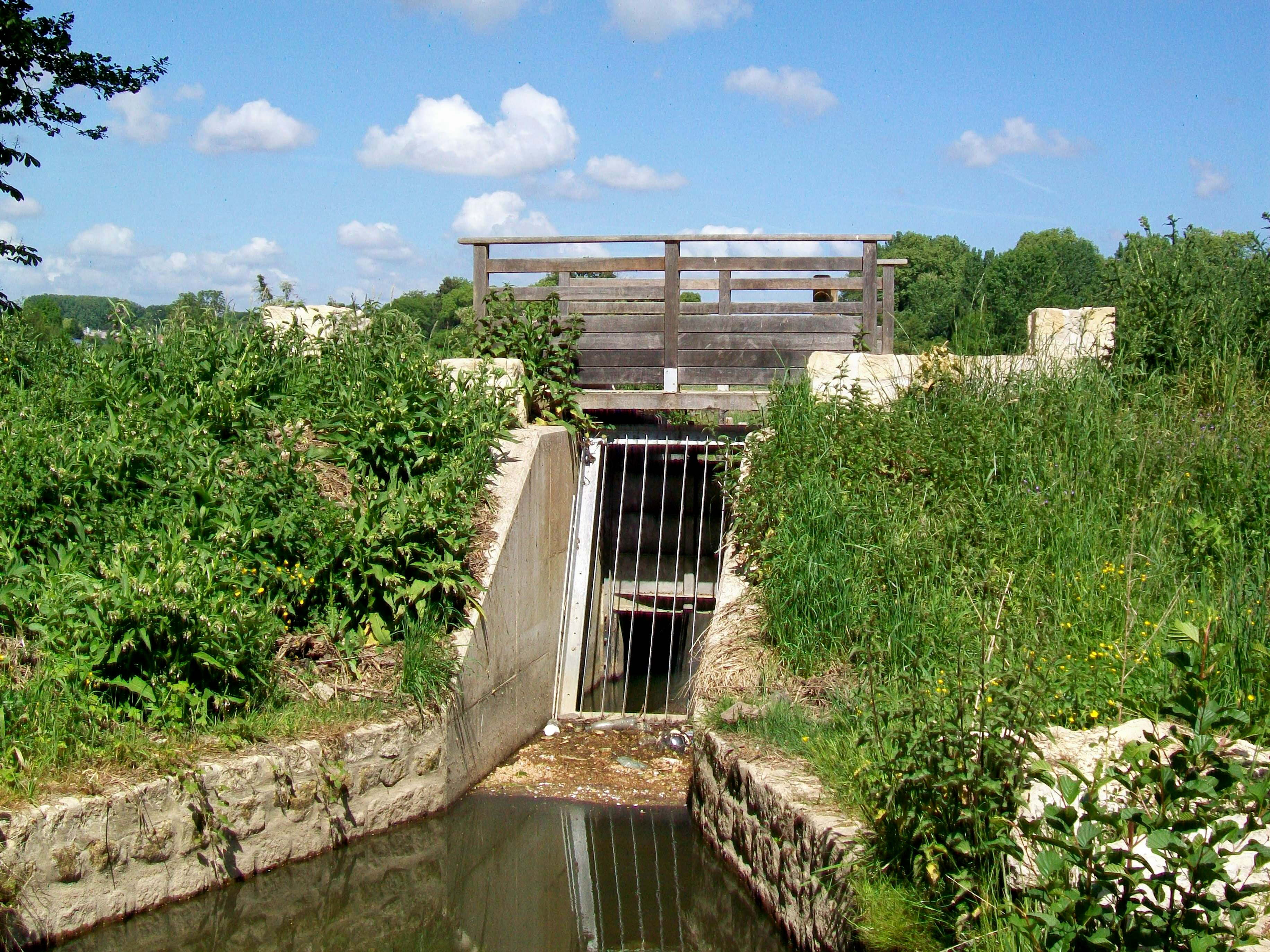
Pont sur l'Ysieux à l'endroit où le ruisseau quitte la commune de Luzarches (photo) pour celle de Chaumontel.